# Novembre 1836

## Événements
- 6 novembre : mort de Charles X à Goritz ou Gorizia (Styrie) des suites du choléra. Le roi déchu se retira d'abord au palais de Holyrood, en Écosse, puis à celui de Hradschin près de Prague, et enfin à Gorizia. En exil Charles X portait le titre de courtoisie de « comte de Ponthieu ». Son fils aîné, le dauphin Louis Antoine, lui succéda comme aîné des Capétiens et « chef de la maison de France », sous le nom de « Louis XIX » et avec le titre de courtoisie de « comte de Marnes ».

- 7 novembre, France : mort de l'amiral de Rigny après une courte maladie.

- 9 novembre, France : mesure d'expulsion à l'encontre de Louis Bonaparte.

- 14 novembre :
  - Barante est envoyé en ambassade auprès du tsar Nicolas Ier de Russie. Il restera titulaire de l’ambassade jusqu’à la chute de Louis-Philippe en 1848, même s’il ne devait plus être physiquement présent à Saint-Pétersbourg après 1841;
  - à l'Opéra de Paris : première de La Esmeralda, paroles de Victor Hugo, musique de Louise Bouillet. Échec.

- 21 novembre, France : le gouvernement fait discrètement embarquer Louis-Napoléon Bonaparte sur l’Andromède à destination des Amériques pour éviter d‘avoir à le faire juger pour sa tentative de coup d‘État.

- 24 - 29 novembre : expédition de Constantine de 1836 : une expédition française commandée par le maréchal Clauzel et à laquelle participe le duc de Nemours échoue à s’emparer de Constantine et subit de lourdes pertes.

- 26 novembre : l'ancien saint-simonien Michel Chevalier publie ses Lettres sur l'Amérique du Nord.

## Naissances
- 6 novembre : Francis Ellingwood Abbot, philosophe et théologien américain[1].
- 24 novembre : Augustin Brichaut, numismate belge († 3 février 1897).

## Décès
- 4 novembre : Emmanuel-Pierre Gaillard (né en 1779), historien et archéologue français.
- 6 novembre : 
  - Charles X (° 1757) (79 ans), ex-roi de France, comte de Ponthieu, aîné des Capétiens et chef de la maison de France, à Gorizia.
  - Karel Hynek Mácha, poète Tchèque[2]
- 7 novembre : Philippe-Charles Schmerling (né en 1790), médecin et préhistorien belge.
- 16 novembre : Christian Hendrik Persoon (né en 1761), mycologue sud-africain.
- 26 novembre : John Loudon McAdam (né en 1756), ingénieur écossais. Il a mis au point le système de revêtement des routes qui porte son nom, le macadam.